# 문의순
문의순은 KBS제주방송총국 아나운서이다.

## 연혁
- 1984년 KBS제주방송총국 입사
- KBS 제주 1TV KBS 930 뉴스 제주
- KBS 제주 1TV 제주가 보인다
- KBS 제주 1TV KBS 뉴스 9 제주
- KBS 제주 1TV KBS 뉴스 네트워크 제주
- KBS 제주 1TV KBS 뉴스광장 제주
- KBS 제주 1TV 제주읽기 메아리